# Mazraeh-ye Ayzadi
Mazraeh-ye Ayzadi (em persa: مزرعه ايزدي, também romanizada como Mazra‘eh-ye Āyzadī) é uma aldeia do distrito rural de Surmaq, no condado de Abadeh, na província de Fars, Irã.